# Aldebert III du Tournel
Aldebert III du Tournel, né vers 1100 au château de Montialoux (Saint-Bauzile) et mort vers 1187-1188, est un ancien évêque de Mende en Gévaudan. Il a marqué l'histoire de la ville de Mende en obtenant la Bulle d'or, mais également en retrouvant, selon ses dires, les reliques de saint Privat.

## Biographie

### Son nom
L'évêque Aldebert est connu sous le nom d'Aldebert III du Tournel. Le numéro (III) vient du fait qu'il est le troisième Aldebert parmi les évêques de Mende connus. Le nom du Tournel lui vient de sa famille. Cependant, il est parfois appelé Aldebert de Capione en référence au château de Chapieu qu'il avait fait bâtir. C'est d'ailleurs sous ce nom qu'il est cité par Guillaume VI Durand, dans son « mémoire sur le Paréage » de 1307. Le surnom de « Vénérable » lui est parfois donné. Ce nom n'a rien à voir avec le terme de sainteté catholique, mais vient de la mention adressée par le roi lors de la bulle d'or.

### Débuts à l'évêché et expansion de Mende

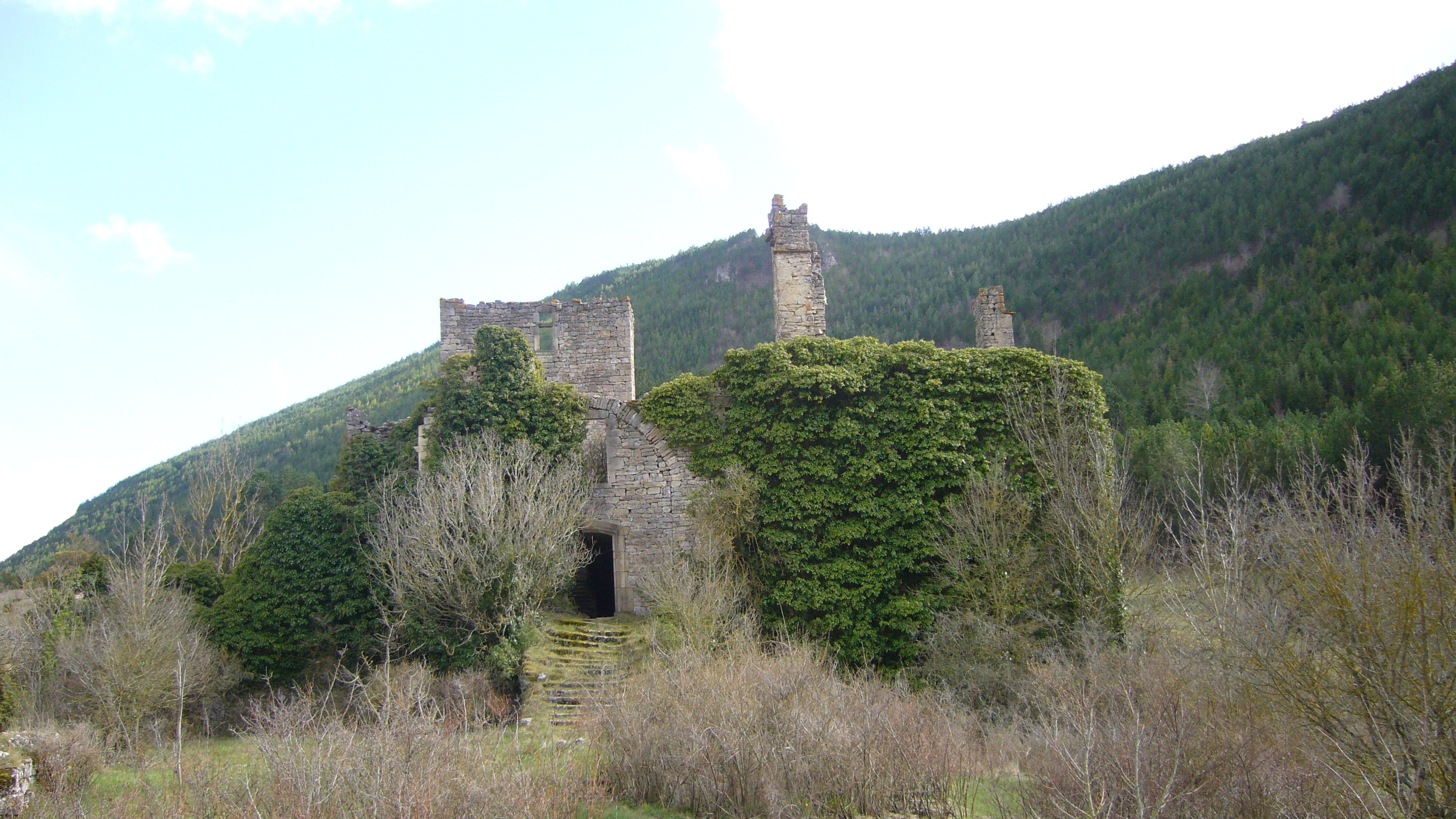
Le château de Montialoux qui l'a vu naître

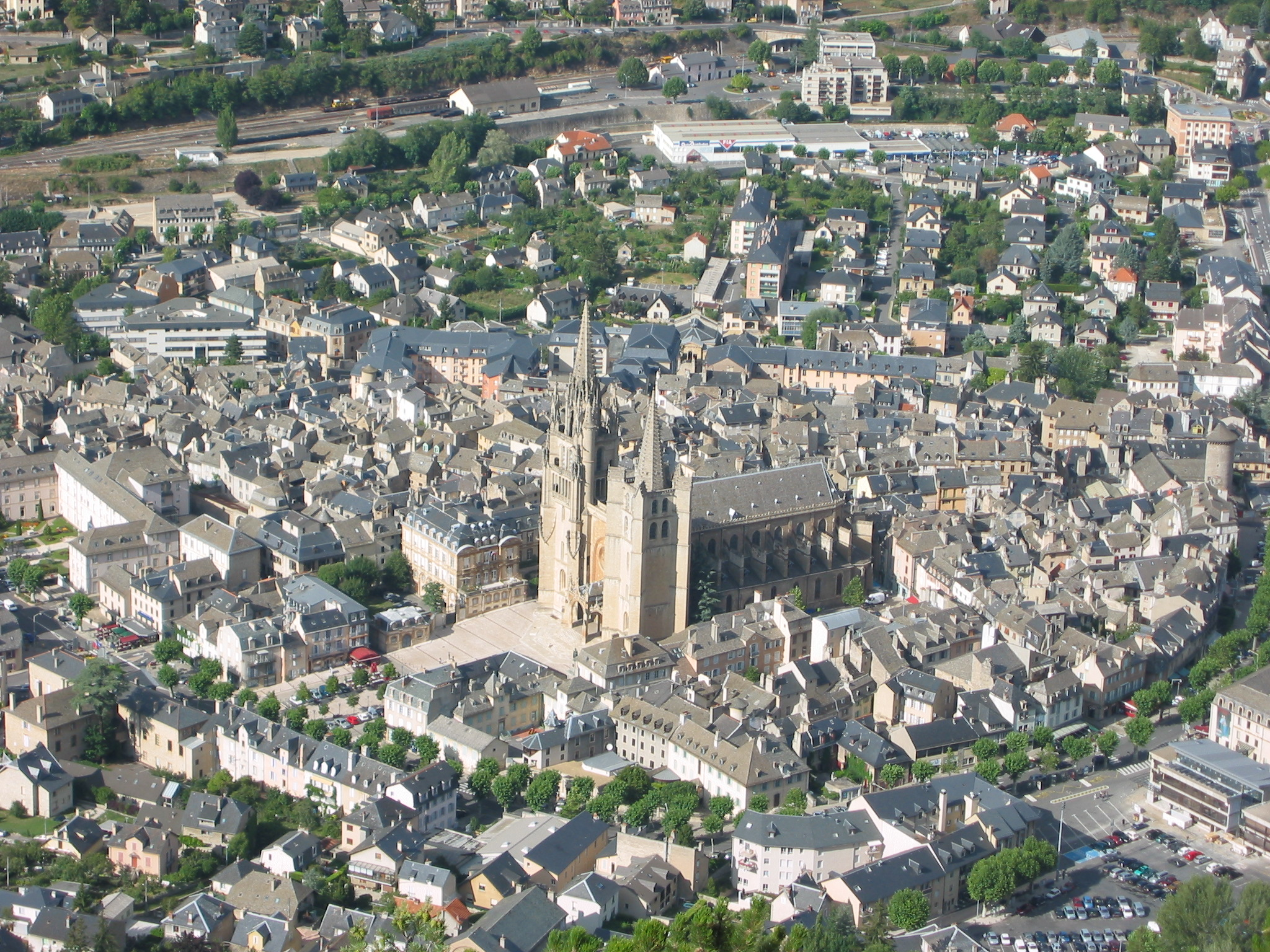
les boulevards circulaires ont pris la place des fortifications

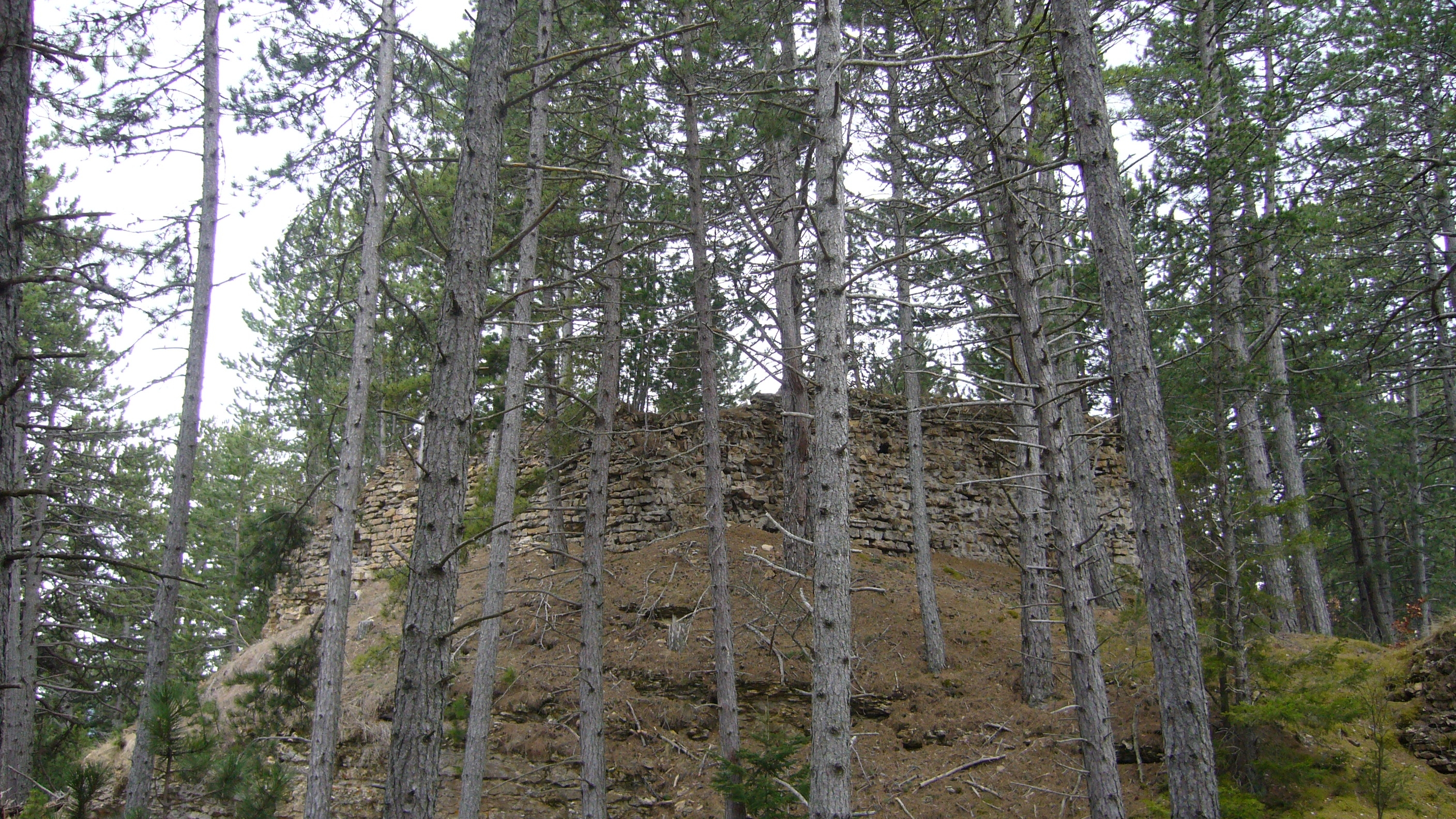
Les modestes ruines du château de Chapieu

Aldebert est, sans doute, le fils d'Odilon-Guerin Ier, baron du Tournel. Il devient prévôt du chapitre entre 1123 et 1150, puis évêque de Mende vers 1150-1153. C'est à cette époque qu'il fait le voyage pour Rome afin de rencontrer le pape Eugène III. Ce dernier le charge de résoudre un conflit entre l'évêque du Puy et le vicomte de Polignac.
En même temps, avec son accession à l'évêché, il devient conséquemment le vassal du comte de Barcelone, qui est également le vicomte du Gévaudan. Le pouvoir de l'évêque est d'autant plus réduit face à la puissance des trois seigneurs environnants, ceux de Canilhac, de Cabrières et de Dolan qui ont chacun leur château à Mende, non loin du Castel Frag du comte de Barcelone. Le seigneur de Dolan possède par ailleurs une partie du pouvoir épiscopal qu'Aldebert lui rachète au nom du chapitre. Il achète également aux deux autres seigneurs les droits d'archidiacre et de trésorerie.
Il rachète ensuite les possessions du comte de Barcelone à Mende, et devient ainsi le régent de toute la ville, mettant fin au système qui régnait jusque-là pour s'approprier le pouvoir. Il rachète ou récupère ensuite les anciennes possessions du chapitre, et étend donc son pouvoir au-delà du bourg. Puis il fait bâtir le château de Chapieu, permettant de loger plusieurs personnes de garde. Le château est situé sur le mont Mimat au-dessus de Mende, mais sur le versant du Valdonnez, aujourd'hui sur la commune de Lanuéjols. Il servait de forteresse sur le chemin reliant le mont Lozère et, au-delà, Villefort, La Garde-Guérin et, surtout, la voie Regordane. À Chapieu, Aldebert autorise la construction d'une sorte de lotissement, réservé aux Mendois et à ses amis clercs. Le château était donc constitué du castrum (la forteresse) et d'un village fortifié.
À cette époque le bourg de Mende ne possède aucune fortification, et Aldebert songe à la protéger de l'extérieur. Il fait creuser un fossé et bâtit les murs tout en permettant au bourg de s'agrandir, il multiplie ainsi par 6 la superficie de ce qui devient une ville. Tout ceci permet une incroyable relance de l'économie dans la ville qui devient prospère. Les remparts arrivent d'ailleurs à point nommé puisque peu de temps après une guerre entre les comtes de Toulouse et de Barcelone amène un siège de la ville, face à des troupes de Basques, de Teutons et d'Aragonais.

### L'hommage au roi et la bulle d'Or

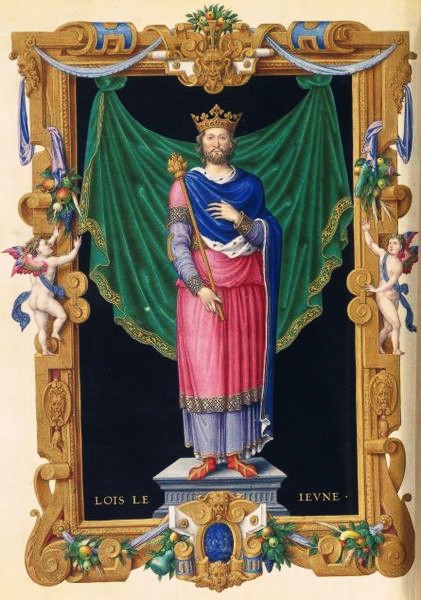
Louis VII, le jeune, Recueil des rois de France, vers 1550.

Aldebert a été le premier évêque du Gévaudan à vraiment reconnaître la couronne de France, et a entretenu avec le roi Louis VII plusieurs correspondances. Il s'est même rendu à Paris afin de lui rendre hommage. De ses lettres avec le roi, on apprend ainsi les démêlés qu'il a eu avec son frère, contre qui il demande l'aide de Louis-le-jeune. Ce frère, qu'il accuse de ne pas être un enfant légitime, est sans doute Guigue-Meschin Ier, successeur d'Odilon-Guérin au titre de baron du Tournel.
En 1161 il est donc allé rendre hommage au roi. De son périple, il a ramené la « Bulle d'Or ». Cet acte signé du sceau royal accorde à l'évêque Aldebert et à ses successeurs, à perpétuité, la puissance royale, et les pleins pouvoirs de justice sur les habitants de l'évêché. Ce fait est assez rare puisque seulement quatre en six siècles furent accordés par les Rois de France. Cet acte contient :
« 
Nous, Louis, par la grâce de Dieu roi des Français, à Aldebert, vénérable évêque du Gévaudan et à tous ses successeurs, à jamais. Aucun de nos contemporains n'a mémoire qu'un évêque de Gévaudan soit venu à la cour des rois de France nos prédécesseurs, qu'il ait reconnu leur puissance et leur ai fait acte de fidélité. Quoique tout ce pays, d'accès difficile et montagneux, ait toujours été en la puissance des évêques, non seulement pour porter des censures ecclésiastiques, mais encore pour juger les coupables par le glaive, l'illustre évêque Aldebert, pensant dans un esprit religieux que la justice du glaive matériel regarde le sceptre royal, est venu vers notre Sérénité à Paris, et là, en présence de tous nos barons, a reconnu que son évêché était dans la mouvance de notre Couronne et, la main sur le Saint Évangile, a solennellement prêté serment de fidélité à nous et à notre royaume. »
Grâce à cet acte l'évêque obtient donc le pouvoir politique en Gévaudan, et par conséquent les droits régaliens. C'est sans doute le premier pas vers le pouvoir total de l'évêque sur le Gévaudan, établit par l'acte de Paréage en 1307.
En 1162, Aldebert accueille dans la cité de Mende le Pape Alexandre III, exilé en France. Il l'a ensuite retrouvé peu de temps après au Concile de Tours.

### Les reliques de Saint Privat
Aldebert accordait énormément d'importance aux reliques des saints. Le fait que le saint patron du diocèse, saint Privat, l'un des grands saints de Gaule selon Grégoire de Tours et martyr en Gévaudan, ne repose pas en ses terres de martyre cause de graves soucis à Aldebert. À Mende, on sait que les reliques ont été transférées à Saint-Denis, mais on ignore certainement qu'elles ont ensuite fait route en Lorraine à Salone. Au XIe siècle, les reliques ont été ramenées en Gévaudan et protégées dans la crypte de Sainte-Thècle (sous l'actuelle cathédrale), dont l'entrée est gardée secrète. Mais ce secret s'est perdu en 1100 à la mort du prévôt Guy.
Selon ses écrits, Aldebert a eu une vision dans laquelle il voit où se situe la crypte contenant plusieurs reliques, dont celles de saint Privat, portant la marque inéluctable que ce sont les siennes. Il faut savoir que la mâchoire du saint était dévolue au diocèse du Puy, son absence peut ainsi faire office de preuve.
Historiquement, alors qu'Aldebert était en Auvergne, des travaux afin de creuser un puits étaient en cours dans le jardin de l'évêché. C'est en creusant ce puits que l'entrée de la crypte fut découverte. Parmi les reliques, Aldebert crut également reconnaître celles des Saints Innocents dont la ville s'est longtemps flattée d'en posséder une partie. Il fit alors transférer le reliquaire de saint Privat dans sa crypte d'origine. Le jour de cette « translation » a d'ailleurs longtemps fêté par l'église de Mende (le 15 septembre).
Aldebert aurait également trouvé d'autres reliques dans la grotte de l'ermitage du mont Mimat, dont il aurait associé l'appartenance entre autres à sainte Hélène.

### La fin de l'évêque Aldebert
Aldebert a longtemps eu des querelles avec son frère, seigneur du Tournel. C'est pourtant à ce dernier, et à toute la famille du Tournel, qu'Aldebert lègue le château de Chapieu. Une légende raconte une version plus épique de l'histoire. Guigue-Meschin se serait emparé de la forteresse de Chapieu, et y aurait fait emprisonner son frère.
Piégé ou non dans son propre château, Aldebert est sans doute mort en 1187. Cette date est précise grâce à son successeur à l'évêché, Guillaume IV de Peyre. En effet, il dit célébrer sa vingtième année d'épiscopat dans divers de ses écrits en 1207.

## Écrits
- Opuscules (livre expliquant sa vie et sa découverte miraculeuse des reliques)
- Livre de Saint Privat
- Brève chronique des faits et gestes d'Aldebert

## Sources et références
1. ↑  Histoire littéraire de la France, disponible sur (fr) Google Books
2. ↑  Félix Buffière, Ce tant rude Gévaudan [détail des éditions], t. I, p. 409
3. ↑  Félix Buffière, Ce tant rude Gévaudan [détail des éditions], t. I, p. 415
4. 1 2  Brève chronique des faits et gestes d'Aldebert, transcription de Clovis Brunel, Paris, Picard, 1912
5. ↑  Félix Buffière, Ce tant rude Gévaudan [détail des éditions], t. I, p. 418
6. ↑  Mende, Histoire urbaine, L. Causse, 1974
7. 1 2  (fr) Histoire littéraire de la France sur Google Livres
8. ↑  Archives départementales de la Lozère
9. ↑  Grégoire de Tours in Histoire des Francs (livre X)